# アフォンソ・ポヤルト
アフォンソ・ポヤルト（Afonso Poyart、1979年 - ）はブラジルの映画製作者、映画監督、脚本家。
2012年にアクション映画「2 Coelhos」（2匹のウサギ）で長編映画監督デビューを果たし、その後、アンソニー・ホプキンス主演の映画「Solace」（邦題：ブレイン・ゲーム）を監督した。

## 経歴
モーショングラフィックス・アーティストとして、また広告のポストプロダクションでキャリアをスタートさせた。チャーリー・ブラウンJr.、マルジョリエ・エスチアーノ、フェリペ・ディロンなどのアーティストのミュージックビデオを監督。ヘジ・グローボ放送局が授与する 年間最優秀賞を3度受賞し、彼が監督したミュージックビデオはMTVのVMBで何度もノミネートされている。短編映画「Eu Te Darei o Céu」（2005年）は、グラマド映画祭で審査員投票による最優秀作品賞を含む4つの賞を獲得した。
初の長編映画「2 Coelhos」（2012年）は、ブラジル映画における革新的な映画とみなされている。この映画の成功により、アンソニー・ホプキンス主演の「Solace」（邦題：ブレイン・ゲーム)でハリウッドデビューすることになった。
伝記映画「Isso é Calypso - O Filme」（「これがカリプソだ - 映画」 の意）の製作者としても発表されていたが、2013年のインタビューで、他のプロジェクトに関わったため、チームの一員ではなくなったことを明らかにした。

## 映像作品

### 映画
| 公開年 | 題名                             | 言語         | 監督 | 製作 | 脚本 |
| ------ | -------------------------------- | ------------ | ---- | ---- | ---- |
| 2005   | Eu te Darei o Céu （短編）       | ポルトガル語 | ○    | ○    |      |
| 2012   | 2 Coelhos                        | ポルトガル語 | ○    | ○    | ○    |
| 2015   | Solace （邦題：ブレイン・ゲーム) | 英語         | ○    |      |      |
| 2016   | Mais Forte que o Mundo           | ポルトガル語 | ○    | ○    | ○    |

### TVドラマ
| 公開年 | 題名          | 言語         | 監督 | 製作 | 脚本 |
| ------ | ------------- | ------------ | ---- | ---- | ---- |
| 2018   | Ilha de Ferro | ポルトガル語 | ○    |      |      |